# Depressão cortical alastrante

Animação da depressão alastrante

Depressão cortical alastrante vista usando imagens de sinal ótico intrínseco no cérebro girencefálico. Velocidade 50x. De Santos E et al. Neuroimage 2014. [https://dx.doi.org/10.1016/j.neuroimage.2014.05.021

Mudanças hemodinâmicas observadas após o MCAo no IOS. O vídeo tem uma velocidade de 50x para melhor apreciar as DAs. As imagens são dinamicamente subtraídas da uma imagem de referência feita 40s antes. Primeiro vemos a área inicial de mudança no momento exato em que os MCAs da esquerda são ocluídos. A área é destacada com uma linha branca. Mais tarde, apreciamos o sinal produzido pelos DAs. https://doi.org/10.1007/s00701-019-04132-8

A depressão cortical alastrante (CSD, em inglês:  Cortical spreading depression), despolarização alastrante ou Onda de Leão é uma onda de hiperatividade eletrofisiologia seguida por uma onda de inibição. A despolarização alastrante descreve um fenômeno caracterizado pela aparição de ondas de despolarização dos neurônios e neuroglia que propagam-se através do córtex numa velocidade de 1,5–9,5 mm/min. A DAC pode ser induzida por condições de hipóxia e facilita a morte neuronal em tecidos sem energia. A depressão alastrante já foi implicada na aura da enxaqueca, onde assume-se que elas ascendam em um tecido saudável e que geralmente seja benigna, apesar de poder aumentar a possibilidade de pacientes com enxaqueca tenham um AVC. A despolarização alastrante em tecidos do tronco encefálico, que regulam as funções cruciais para a vida, já foi implicada em morte repentina durante a epilepsia [en], onde canais de íon sofrem mutações, como as vistas na síndrome de Dravet [en], uma forma particularmente severa de epilepsia na infância que parece ter um risco elevado de morte inesperada na epilepsia.

## Usos do termo
Os neurocientistas usam o termo depressão cortical alastrante para representar pelo menos um dos seguintes processos:
- O alastramento de uma onda autopropulsante de despolarização celular no córtex cerebral;
- Uma onda alastrante de isquemia passando por uma área do córtex;
- O alastramento de uma onda de vasoconstrição seguida por vasodilatação e uma vasoconstrição prolongada e sustentada de arteríolas corticais contíguas.[10]

O escotoma cintilante [en] da enxaqueca em humanos pode estar relacionado com o fenômeno neurofisiológico batizado "depressão alastrante de Leão".
O aumento da concentração extracelular íon de potássio e o ácido glutâmico contribuem para o início e propagação da depressão alastrante, que é a causa subjacente da aura da enxaqueca.
O uso crônico de medicação profilática para enxaqueca (topiramato, valproato, propranolol, amitriptilina e metisergida) suprimem a frequência da depressão alastrante induzida pela aplicação continuada de uma solução de 1 M KCI. Entretanto a lamotrigina (uma medicação com uma ação anti-aura específica, mas sem eficácia com enxaqueca no geral) tem um efeito supressivo que correlaciona com sua ação um tanto seletiva com a aura da enxaqueca. Foi demonstrado que valproate e riboflavin não tem efeito no disparo da depressão alastrante, apesar de serem efetivos na enxaqueca sem aura. Em conjunto, estes resultados são compatíveis com um papel causal da depressão alastrante na enxaqueca com aura, mas não na enxaqueca sem aura.
A estrutura dobrada [en] do córtex cerebral é capaz de padrões de propagação da depressão alastrante que são irregulares e complexos. As irregularidades do córtex e a vasculatura promovem a presença de ondas de reentrância, como espirais e reverberantes. Dessa forma a expansão da onda é menos fácil prever e é afetada pela concentração de diferentes moléculas e gradientes no córtex.
Seus mecanismos de disparo e propagação, como também as manifestações clínicas da depressão alastrante, são um alvo terapêutico para a redução do dano cerebral após um AVC ou lesão.

## Outras referências
- "Cortical spreading depression causes and coincides with tissue hypoxia", Nat Neurosci. 29 April 2007, Takano T, Tian GF, Peng W, Lou N, Lovatt D, Hansen AJ, Kasischke KA, Nedergaard M., Department of Neurosurgery, University of Rochester Medical Center, Rochester, New York.
- "A delayed class of BOLD waveforms associated with spreading depression in the feline cerebral cortex can be detected and characterised using independent component analysis (ICA)", Magn Reson Imaging. 21 November 2003, Netsiri C, Bradley DP, Takeda T, Smith MI, Papadakis N, Hall LD, Parsons AA, James MF, Huang CL., Physiological Laboratory, University of Cambridge, Cambridge, UK.
- "Cortical spreading depression (CSD): A neurophysiological correlate of migraine aura", Schmerz, May 17, 2008, Richter F, Lehmenkühler A.